# Tropidophis cacuangoae
Espèce
Tropidophis cacuangoae est une espèce de serpents de la famille des Tropidophiidae.

## Systématique
L'espèce Tropidophis cacuangoae a été décrite en 2022 par H. Mauricio Ortega-Andrad (d), Alexander Bentley (d), Claudia Koch (d), Mario Yánez-Muñoz (d) et Omar M. Entiauspe-Neto (d).

## Description
T. cacuangoae atteint généralement une longueur de 20 centimètres. Ces serpents ont une robe similaire à celle du boa constricteur.
L'espèce présente un « bassin résiduel », ce qui signifie que bien qu'il soit sans membres, il a conservé des os de la hanche vestigiale. Il s'agit d'une caractéristique primordiale, trouvée chez certaines espèces de serpents et qui montre qu'ils ont évolué à partir de lézards qui ont perdu leurs membres au cours de l'évolution. Mario Yánez-Muñoz, de l'Institut national de la biodiversité, y voit « une relique du temps » qui « témoigne de la réduction des membres chez les reptiles écailleux il y a des millions d'années, suite aux pressions climatiques de l'ère quaternaire ».

## Distribution et habitat
Les serpents sont endémiques d'Amérique du Sud, plus précisément d'Équateur.

## Découverte
La découverte a été faite en 2023 par des chercheurs de plusieurs organisations, dont Mauricio Ortega Andrade, Alexander Bentley, Claudia Koch, Mario Yánez-Muñoz et Omar Entiauspe Neto en Amazonie équatorienne. Deux spécimens ont été trouvés, l'un dans la réserve nationale de Colonso Chalupas et l'autre dans le parc privé de Sumak Kawsay, ont rapporté les découvreurs,.

## Étymologie
L'espèce est nommée en hommage à la militante des droits des autochtones du début du XXe siècle, Dolores Cacuango (1881-1971).

## Publication originale
- (en) H. Mauricio Ortega-Andrad, Alexander Bentley, Claudia Koch, Mario H. Yánez-Muñoz et Omar M. Entiauspe-Neto, « A time relic: a new species of dwarf boa, Tropidophis Bibron, 1840 (Serpentes: Amerophidia), from the Upper Amazon Basin », European Journal of Taxonomy, Consortium of European Natural History Museums (d), vol. 854,‎ 29 décembre 2022, p. 1-107 (ISSN 2118-9773, OCLC 758480175, DOI 10.5852/EJT.2022.854.2021, lire en ligne).